# Общественное объединение защиты животных «Эгида»
Общественное объединение защиты животных «Эгида» (ООЗЖ «Эгида») — белорусское общественное объединение защиты животных, зарегистрированное 19 декабря 2006 года.

## Цели
Изменение существующей программы отлова и уничтожения бездомных животных, их содержания в пункте временного пребывания на улице Гурского города Минска (Городское предприятие «Фауна города»)

## История
21 июля 1995 года в городе Минске была зарегистрирована ООЗЖ «Каштанка», которая в 1999 году закончила свою деятельность. В 2000 году объединение было возрождено с изменённым названием «Каштанка и Даньков клуб», он просуществовал до 2003 года, в котором также был свёрнут. В 2006 году большинство членов ООЗЖ «Каштанка и Даньков клуб», кроме руководства, подали заявления на исключение из объединения. В ОО вступили новые члены. Поменялось руководство, и были поданы документы на перерегистрацию ОО, с новым именем «Эгида».
Общественное объединение защиты животных «Эгида» было зарегистрировано 19 декабря 2006 года Управлением юстиции Мингорисполкома города Минска. Часть его сотрудников проводили совместную работу ещё до регистрации. На средства одного из участников был построен вольер с утеплёнными будками, а затем из него сформирован приют «Эгида».

## Деятельность
- Встречи и беседы со школьниками о гуманном отношении к животным
- Информационная работа с населением посредством статей в СМИ и участия в телевизионных программах
- Работа в приюте для бездомных животных.
- Попытки «Фауны города» добиться выделения места для кладбища животных (на весну 2011 г. не удалось)[2].
- Отлов и временное содержание безнадзорных животных.
- Организована диспетчерская служба по потерянным и найденным животным
- Индивидуальная работа просветительского и информационного характера с гражданами, посещающими предприятие
- Стерилизация собак с их последующим устройством
- Фотографии животных, нуждающихся в хозяине регулярно печатаются «Комсомольской правдой», журналом «Питомец», и на сайте www.egida.by Архивная копия от 7 марта 2022 на Wayback Machine[3][4]
- Планируется реализация в электронном виде базы данных по пристройству животных, а также и поиску потерявшихся животных[5].